# En route vers Bali
Série En route vers…
En route vers Rio
(1947) Astronautes malgré eux
(1962)
Pour plus de détails, voir Fiche technique et Distribution.

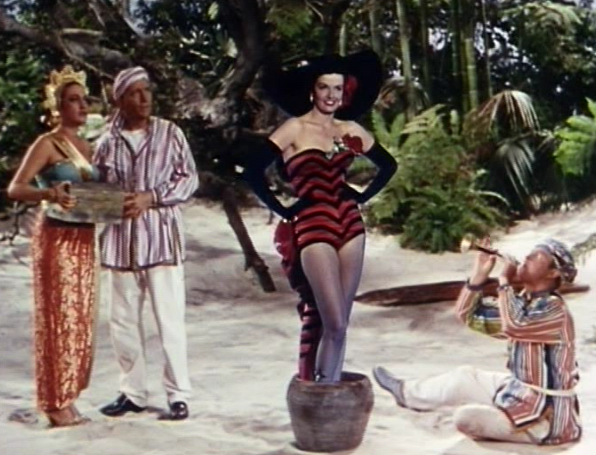
Dorothy Lamour, Bing Crosby, Jane Russell et Bob Hope

En route vers Bali ou Bal à Bali (titre original : Road to Bali) est un film américain réalisé par Hal Walker, sorti en 1952.

## Synopsis
George Cochran et Harold Gridley, chanteurs de music-hall doivent quitter précipitamment Melbourne afin d’échapper à certaines propositions de mariage. Les deux compères se retrouvent sur l'île de Bali où ils sont embauchés comme plongeurs sous-marins. Ils tombent alors sous le charme de la belle princesse Lala, mais nos aventuriers vont devoir faire face aux attaques du sinistre prince Arok. Ils affronteront une jungle hostile et une pieuvre géante, tout en se disputant les faveurs de Lala.

## Fiche technique
- Titre : En route vers Bali
- Titre original : Road to Bali
- Réalisation : Hal Walker
- Scénario : Frank Butler, Hal Kanter et William Morrow d'après une histoire de Harry Tugend
- Production : Daniel Dare et Harry Tugend
- Société de production : Paramount Pictures, Bing Crosby Productions (non crédité) et Hope Enterprises (non crédité)
- Musique : Johnny Burke et (non crédités) Joseph J. Lilley, Gerard Carbonara, Gus Levene, Leo Shuken, Van Cleave
- Chorégraphie : Charles O'Curran
- Photographie : George Barnes et Loyal Griggs (seconde équipe, non crédité)
- Montage : Archie Marshek
- Direction artistique : J. McMillan Johnson et Hal Pereira
- Décorateur de plateau : Sam Comer et Ross Dowd
- Costumes : Edith Head
- Pays de production :  États-Unis
- Langue : anglais
- Format : Couleur (Technicolor) - Son : Mono (Western Electric Recording)
- Genre : Comédie musicale
- Durée : 91 minutes
- Dates de sortie :
  - États-Unis : 19 novembre 1952 (première)
  - États-Unis : 29 janvier 1953 (New York)
  - France : 8 avril 1953

## Distribution
- Bing Crosby : George Cochran
- Bob Hope : Harold Gridley
- Dorothy Lamour : Princesse Lala
- Murvyn Vye : Ken Arok
- Ralph Moody : Bhoma Da
- Leon Askin : Ramayana
- Carolyn Jones : Eunice
- Jane Russell : Caméo
- Jerry Lewis : une femme dans le rêve de Lala
- Dean Martin : un homme dans le rêve de Lala
- Peter Coe : Gung

Acteurs non crédités 
- Michael Ansara : un garde
- Patricia Dane : une servante

## Chansons

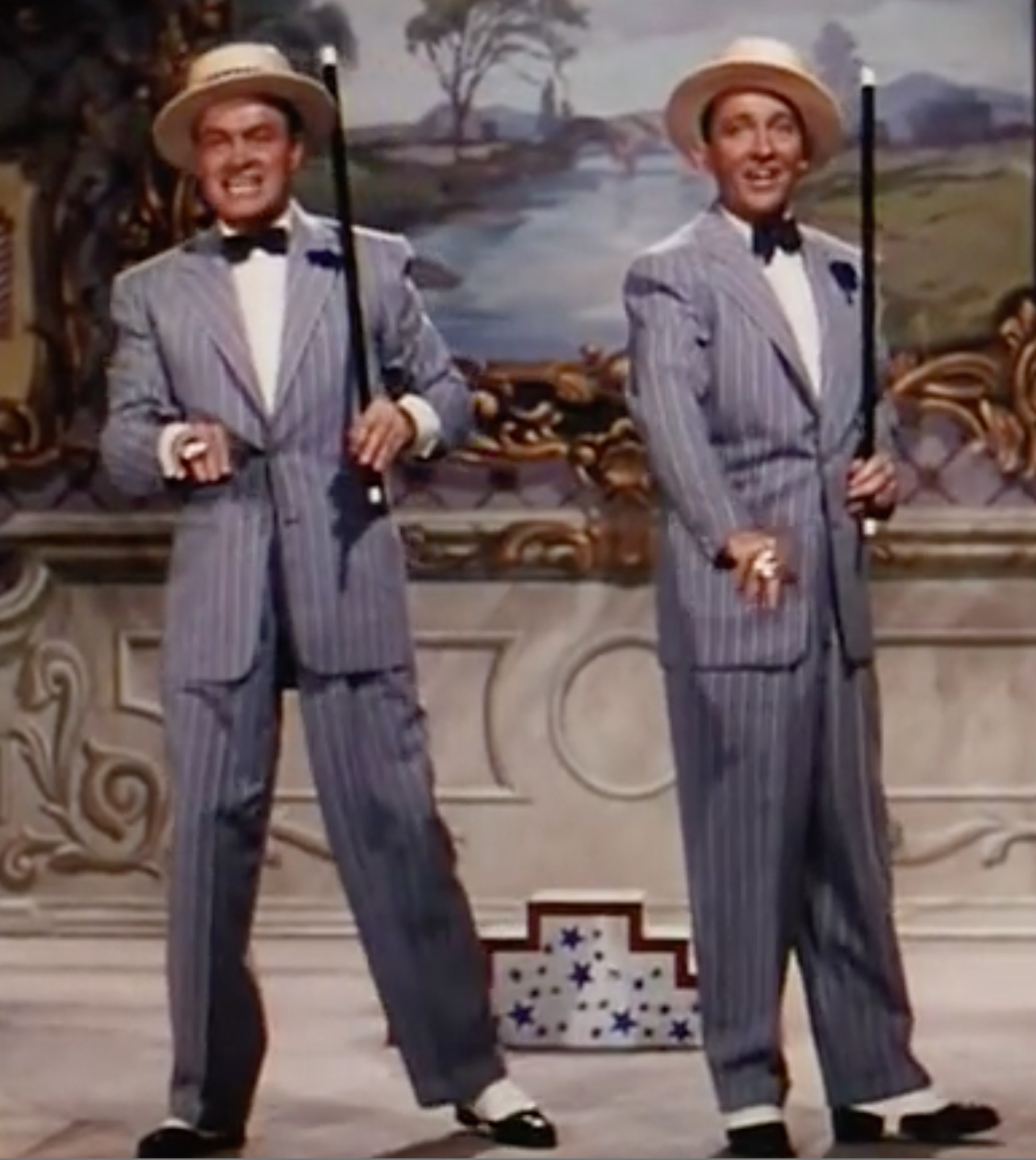
Bob Hope et Bing Crosby

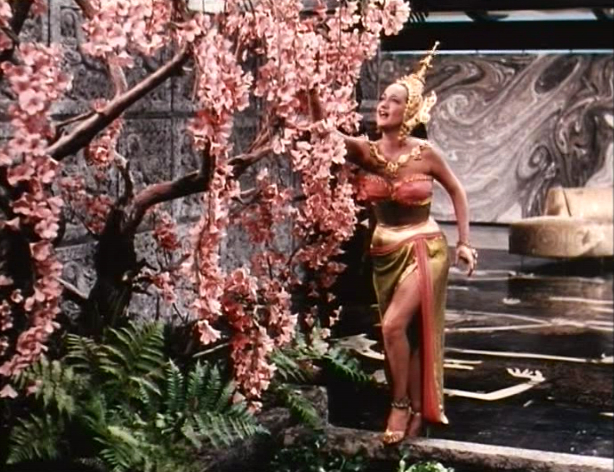
Dorothy Lamour

Paroles : Johnny Burke - Musique : Jimmy Van Heusen
- "Chicago Style"

Chanté par Bing Crosby et Bob Hope
- "Moonflowers"

Chanté par Dorothy Lamour
- "Hoot Mon"

Chanté par Bing Crosby et Bob Hope
- "To See You Is To Love You"

Chanté par Bing Crosby
- "The Merry-Go-Run-Around"

Chanté par Dorothy Lamour, Bing Crosby et Bob Hope
- "The Road To Bali"

Chanté par Bing Crosby et Bob Hope (La Chanson a été enregistrée commercialement, mais n'a pas été utilisée dans le film)